# Франц Пфаннль
Франц Пфаннль (нім. Franz Pfannl; 15 жовтня 1866, Кремс-ан-дер-Донау — 28 грудня 1961, Кремс-ан-дер-Донау) — австрійський підприємець, майстер-годинникар і зброяр, відомий як розробник мініатюрних пістолетів і револьверів.

## Біографія
Син годинникаря Фердинанда Пфаннля, який навчив Франца годинникарству. В 1890 році став власником годинникової майстерні в ратуші Кремса. В 1896 році продав майстерню, заснував нову майстерню і почав виробництво мініатюрних пістолетів. В тому ж році Пфаннль розробив набій 2×3 мм, який став найменшим в історії набоєм кільцевого запалювання, і самозарядний пістолет «Колібрі» під нього, а в 1901 році зміг підписати договір з фірмою «Динаміт-Нобель», яка випускала набій до 1950-х років. В 1900 році Пфаннль купив фабрику в Кремсі.
В 1912 році Пфаннль розробив новий мініатюрний пістолет «Еріка» і набій для нього 4.25 мм Ліліпут. В 1920-х роках право на виробництво набою купила німецька фірма «Менц», яка розробила однойменний пістолет. В 1913 році Пфаннль розробив самозарядний пістолет «Колібрі», який став найменшим пістолетом в історії, а розроблений для нього набій 2.7×9 мм Колібрі — найменшим набоєм центрального запалювання.
Під час Першої світової війни фабрика Пфаннля випускала гвинтівкові гранати і вогнемети, а в 1928-31 роках — спеціальне обладнання для виробництва літаків. В 1940 році розробив револьвер «Колібрі» під набій 2×3 мм. В 1943-45 роках фабрика Пфаннля використовувалась як полігон для випробування секретної зброї під назвою Rotanwerke AG. Після Другої світової війни Пфаннль здавав фабрику в оренду ремісникам.

## Нагороди
В 1926 році з нагоди 60-річчя отримав почесний титул комерційного радника.